# 山下明彥
山下明彥（1966年2月6日—），動畫師、角色設計師，出身於日本岡山縣。

## 經歷
山下明彥於岡山縣立倉敷南高校畢業後，便前往東京從事動畫師的工作。
第一部參與的作品是在1984年的《名偵探福爾摩斯》，後續皆在多部動畫裡負責角色設定、分鏡或作畫監督之類事務。也曾參與電子遊戲《J計劃2》的角色設定、《幻想水滸傳外傳》系列的遊戲開頭動畫製作。
在加入吉卜力工作室後首次參與的是2001年《神隱少女》的原畫一職，其後於吉卜力作品的《霍爾的移動城堡》、《地海戰記》等擔任作畫監督。首度擔任導演的作品則是2010年初在吉卜力美術館公開的短篇動畫《鼠相撲》。

## 參與作品

### 動畫
電視動畫
- 名偵探福爾摩斯（1984年）：動畫
- 蒼藍流星（1985年）：原畫
- 機動戰士鋼彈 ZZ（1986年）：作畫監督
- 海底兩萬哩（1990年）：原畫
- 小魔女得意妹（1992年）：作畫監督、原畫
- 少女革命（1997年）：原畫
- 玲音（1998年）：開頭動畫
- 女棒甲子園（1998年）：作畫監督、原畫、角色原案、開頭&結尾動畫
- 聖光明女子學院（1998年）：原畫
- 宇宙海盜大冒險（1999年）：原畫
- 魔法使Tai（1999年）：作畫監督、原畫
- NieA 7（2000年）：分鏡圖、舞台設計
- 奇異的破曉（2000年）：分鏡圖、角色設計
- 藍色潮痕（2005年）：角色原案
- 鴉 -KARAS-（2005年）：分鏡圖
- ZEGAPAIN（2006年）：角色設計
- 巴哈姆特之怒（2014年）：分鏡、原畫、第12集執導
- 怪盜Joker（2015年）：分鏡、原畫、第20集執導
- Code Geass 亡國的AKITO（2016年）：分鏡、原畫、第5集執導

劇場動畫
- 光子帆船星光號奧汀（1985年）：動畫檢查
- 神隱少女（2001年）：原畫
- 貓的報恩（2002年）：副作畫監督
- 霍爾的移動城堡（2004年）：作畫監督
- 地海戰記（2006年）：作畫監督
- 崖上的波妞（2008年）：副作畫監督、原畫
- 福音戰士新劇場版：破（2009年）：原畫
- 借物少女艾莉緹（2010年）：作畫監督
- 來自紅花坂（2011年）：作畫監督
- 風起（2013年）：原畫
- 回憶中的瑪妮（2014年）：副作畫監督
- Code Geass 亡國的阿基德（2016年）：分鏡、演出、原畫
- ZEGAPAIN（2016年）：角色設計
- 瑪麗與魔女之花（2017年）：副作畫監督
- 小小英雄－螃蟹與蛋與透明人－（2018年）：導演、劇本

短篇動畫
- 空想的機械們裡破壞的發明（2002年）：原畫
- 水蜘蛛紋紋（2006年）：原畫
- 鼠相撲（2010年）：導演、分鏡圖
- 毛毛蟲波羅（2018年）：原畫

OVA
- GREED（1985年）：動畫
- COOL COOL BYE（1986年）：動畫、設定協助
- Relic Armor Legaciam（1987年）：作畫監督、角色設計
- 天使女戰警（1989年）：分鏡圖
- 機械巨神 地球靜止之日（1992─1998年）：作畫監督、角色設計、分鏡圖、原畫
- 小鐵的大冒險（1996年）：原畫
- 機動戰士GUNDAM第08MS小隊（1997年）：原畫、作畫協助
- 真蓋特機器人 世界最後之日（1998年）：原畫
- The Big O（1999年）：作畫監督協助、原畫、分鏡圖
- 青色6號（1999年）：原畫

### 電子遊戲
- J計劃2（1996年）：角色設計
- 幻想水滸傳外傳1（2000年）：遊戲開頭動畫導演
- 幻想水滸傳外傳2（2001年）：遊戲開頭動畫導演
- 幻想水滸傳III（2002年）：遊戲開頭動畫導演
- Armed·Panzer紫炎（2009年）：角色設計